# Mailhac-sur-Benaize
Mailhac-sur-Benaize är en kommun i departementet Haute-Vienne i regionen Nouvelle-Aquitaine i västra Frankrike. Kommunen ligger i kantonen Saint-Sulpice-les-Feuilles som tillhör arrondissementet Bellac. År 2022 hade Mailhac-sur-Benaize 273 invånare.

## Befolkningsutveckling
Antalet invånare i kommunen Mailhac-sur-Benaize
| Referens: INSEE |